# A. G. Porta
Antoni García Porta (Barcelona, 1954) conocido como A. G. Porta, es un novelista español.

## Biografía
Durante su juventud, A. G. Porta escribió varios poemas bajo el seudónimo de Kithoue, apareciendo de esta manera en la antología de 1978 Algunos poetas en Barcelona, junto a otros poetas como los chilenos Roberto Bolaño y Bruno Montané.
Su primera novela es también la primera de Roberto Bolaño, ya que la escribieron a dúo entre 1979 y 1983. Consejos de un discípulo de Morrison a un fanático de Joyce es, junto con el breve relato Diario de bar, el único proyecto que llega a puerto de los muchos que elaboran. Fruto de un complejo proceso de correcciones mutuas y cartas cruzadas, mientras va tomando forma la llaman entre ellos Flores para Morrison, en alusión a la famosa obra de Daniel Keyes, pero dan con el título definitivo adaptando el del poema de Mario Santiago Papasquiaro Consejos de un discípulo de Marx a un fanático de Heidegger. Participaron en varios concursos y obtuvieron el Premio Ámbito Literario, lo que motivó que Anthropos la publicase por fin en 1984.
Tiempo después Porta parece abandonar por completo la literatura en beneficio de otras actividades, como la labor que ejerce para una editorial de textos educativos. Aún en 1994 Bolaño le ofreció por carta redactar también a cuatro manos La literatura nazi en América, su tercera novela, pero Porta, alejado por entonces de la escritura, decidió rechazar la invitación, publicándola entonces Bolaño en solitario.
En 1999, quince años después de Consejos..., Jaume Vallcorba, que por entonces acaba de fundar la editorial Acantilado, decide publicar Braudel por Braudel. En un artículo saludando su aparición, Bolaño bromea acerca del largo silencio de su amigo: "Recuerdo que durante muchos años se dedicó a escribir o a juntar aleatoriamente frases sueltas del Ulises con las que armaba poemas que llamaba, a la manera duchampiana, readymades. Algunos eran muy buenos."
Braudel por Braudel es un libro singular que consigue interesar al lector a pesar de que a los personajes no parece pasarles nada, sugiriendo un inquietante trasfondo de acciones pretéritas y secretas. Recibe a partes iguales el aplauso de gran parte de la crítica y la indiferencia del público mayoritario. La misma recepción que encuentran, en 2001 y 2003, sus siguientes trabajos El peso del aire y Singapur.
Concierto del No Mundo gana el Premio Café Gijón de novela 2005 y es publicada al año siguiente. En general, la crítica vuelve a destacar la sobriedad de su estilo y su personal técnica narrativa de fragmentación en secuencias, pero incidiendo en la complejidad y ambición de esta obra en concreto. Por otro lado, en ella aparecen personajes de Braudel por Braudel, El peso del aire e incluso Consejos..., lo que traza extrañas conexiones entre sus distintas novelas.
También en 2006, tres años después de la muerte de Bolaño, Acantilado se hace con los derechos de Consejos... para reeditarla acompañada del cuento Diario de bar y con prólogo de Porta. Esta edición conoce un éxito considerable, si tenemos en cuenta que la original de Anthropos apenas vende quinientos ejemplares.  
En Geografía del tiempo, publicada en 2008, Porta se cita de nuevo a sí mismo, ya que esta nueva novela se presenta como la que imagina y escribe un personaje llamado la niña en la anterior. En ella recrea la figura de su amante trasladado a un escenario de ciencia ficción de clara inspiración cyberpunk. Así, ciertos ecos de este género se suman a las resonancias formales de la serie negra habituales en su obra. Un juego con las convenciones de la literatura popular que no impide al autor etiquetar al libro, en último término, como novela metafísica.
En 2011 Anagrama saca a la luz de forma póstuma Los sinsabores del verdadero policía de Roberto Bolaño, colección de textos que parecen destinados a formar parte de una novela. El profesor Antoni Carrera, personaje que aparece en este libro, es un trasunto fácilmente reconocible de A. G. Porta, algo que este ha confirmado.

## Obra

### Novelas
Toda la obra narrativa de A. G. Porta ha sido publicada por la Editorial Acantilado.
- 1984 - Consejos de un discípulo de Morrison a un fanático de Joyce (con Roberto Bolaño; reeditada en 2006 junto al cuento Diario de bar)
- 1999 - Braudel por Braudel
- 2001 - El peso del aire
- 2003 - Singapur
- 2006 - Concierto del No Mundo
- 2008 - Geografía del tiempo
- 2012 - Otra vida en la maleta (con Gregorio Casamayor)
- 2015 - Las dimensiones finitas
- 2017 - Hormigas salvajes y suicidas
- 2019 - PatchWord (con Gregorio Casamayor y Francisco Imbernón)
- 2019 - Me llamo Vila-Matas, como todo el mundo
- 2022 - Persecución y asesinato del rey de los ratones representada por el coro de las cloacas bajo la dirección de un escritor fracasado

### Poesía
- 1978 - Algunos poetas en Barcelona (antología)